# Alfredo Ávalos
Alfredo Andrés Ávalos (Buenos Aires, 10 de noviembre de 1895-Ib., 20 de septiembre de 1953) fue un militar argentino, comandante en jefe del Ejército entre 1951 y 1953.

## Biografía
Nació en Buenos Aires el 10 de noviembre de 1895, hijo del matrimonio de Justo Ávalos y Fermina Ferrer.

### Primeros años y formación militar
Ingresó al Colegio Militar de la Nación el 1 de marzo de 1914. Egresó como subteniente de infantería en la promoción número 41 de dicha academia de formación militar el 21 de septiembre de 1916.
Se matriculó como oficial de Estado Mayor luego de haber realizado el curso homónimo entre 1932 y 1936. Posteriormente prosiguió con su formación militar en el Colegio Militar del ejército alemán entre 1936 y 1938.

### Altos mandos
Durante 1939 y 1942 Alfredo Ávalos ejerció como profesor de Táctica y Servicio de Estado Mayor en el segundo año del Curso de Estado Mayor de la Escuela Superior de Guerra.
En 1945, siendo coronel, se desempeñó como subjefe del Estado mayor general del Ejército y a finales de ese año se lo nombró profesor de Operaciones Combinadas en la Escuela de Guerra Naval hasta finales de 1947. En 1946 fue promovido a general de brigada.
Fue vicepresidente del Círculo Militar, una asociación civil y mutual que nuclea a integrantes de las fuerzas armadas activos y retirados.
En 1949 accedió a la jerarquía de general de división y puesto al frente del Estado Mayor del Ejército.

### Comandante en jefe del Ejército
El 14 de noviembre de 1951 fue nombrado como Comandante en Jefe del Ejército Argentino, luego de que se decidió el desplazamiento de dicho cargo del teniente general Ángel Solari. Solari tuvo un rol fundamental en el aplastamiento de la intentona golpista el 28 de septiembre de ese año liderada por Benjamín Menéndez y Guillermo Zinny.
Alfredo Ávalos fue ascendido a teniente general a finales de 1951 y permaneció en el máximo cargo militar del ejército hasta su fallecimiento, ocurrido el 20 de septiembre de 1953. Fue sucedido por José Domingo Molina Gómez.